# Aemilia Hilaria
Aemilia Hilaria, död 363, var en romersk läkare. Hon utgav verk om gynekologi och obstetrik. 